# Nicole Anouilh
Pour les articles homonymes, voir Anouilh.
 (avril 2025).
Si vous disposez d'ouvrages ou d'articles de référence ou si vous connaissez des sites web de qualité traitant du thème abordé ici, merci de compléter l'article en donnant les références utiles à sa vérifiabilité et en les liant à la section « Notes et références ».
Nicole Anouilh est une comédienne et femme de lettres française née le 14 août 1926 à Sens et morte à Paris le 23 février 2007. Elle était l'épouse du dramaturge Jean Anouilh, dont elle fut aussi la collaboratrice.

## Biographie
Nicole Anouilh s'est produite au théâtre sous les pseudonymes de Claude Vincent, Nicole Lançon et Charlotte Chardon, avant de se tourner vers l'adaptation et l'écriture auprès de son mari. Diplômée d'anglais, elle a notamment collaboré à l'adaptation de pièces anglophones de William Shakespeare, Oscar Wilde (Il est important d'être Aimé) ou Graham Greene (L'Amant complaisant).
Elle fut aussi metteuse en scène, notamment de Monsieur Barnett, Le Voyageur sans bagage, Roméo et Jeannette, Antigone et La Foire d'empoigne de Jean Anouilh et de La Poube d'Israël Horovitz.
Elle est la grand-mère de l'actrice Gwendoline Hamon.

## Théâtre
- 1956 : Pauvre Bitos de Jean Anouilh sous le nom de Charlotte Chardon au théâtre Montparnasse
- 1960 : Tartuffe de Molière sous le nom de Nicole Lançon à la Comédie des Champs-Élysées
- 1960 : Le Songe du Critique de Jean Anouilh sous le nom de Nicole Lançon à la Comédie des Champs-Élysées

## Adaptations et traductions
- Shakespeare : Comme il vous plaira, La Nuit des rois, Le Conte d'hiver avec Jean Anouilh, éd. La Table Ronde, 1952
- Oscar Wilde : Il est important d'être aimé avec Jean Anouilh, sous le nom de Claude Vincent ; spectacle présenté à la Comédie des Champs-Élysées en 1954
- Hans-Otto Meissner : L'Expédition ou la Guerre  dans l'honneur, éd. La Table Ronde, 1972

## Mises en scène
- 1966 : La Polka des lapins de Tristan Bernard, théâtre Édouard VII
- 1966 : Le Voyageur sans Bagage de Jean Anouilh, théâtre des Mathurin
- 1974 : La Chasse au dahut de Franck Hamon, théâtre de l'Athénée
- 1975 : Antigone de Jean Anouilh, théâtre des Mathurin
- 1976 : Lucienne et le boucher de Marcel Aymé, théâtre Saint-Georges
- 1977 : Vive Henri IV ! ou la Galigaï de Jean Anouilh, théâtre de Paris
- 1988 : La Foire d'empoigne de Jean Anouilh, théâtre de la Madeleine